# Пасмур Ганна Василівна
Ганна Василівна Пасмур (у шлюбі Тесленко; 9 березня 1911 — 16 січня 1999) — українська радянська діячка сільського господарства, ланкова радгоспу «Червона Хвиля» у Великобурлуцькому районі. Герой Соціалістичної Праці.

## Життєпис
Ганна Пасмур народилася 9 березня 1911 року на території сучасної Харківської області в українській селянській родині. Здобула початкову освіту, у 1934 році почала працювати у радгоспі «Червона Хвиля», у повоєнні роки займалася відновленням господарства. Пізніше вона очолила рільничу ланку з вирощення зернових культур. Дослідник А. П. Дикань відзначав, що Пасмур активно залучала передові методи агротехніки, зокрема використовувала органічні та хімічні добрива. У 1947 році радгосп зібрав рекордну кількість зернових культур, зокрема ланка Пасмур зібрала 23,4 центнера озимої пшениці з гектара на загальній площі у 20 гектар, або за іншими відомостями 32,4 центнера на 25 гектарах. За що Президія Верховної ради СРСР указом від 13 березня 1948 року надала Ганні Пасмур звання Героя Соціалістичної Праці з врученням ордена Леніна та медалі «Серп і Молот». Окрім неї, звання героя отримали ще вісім працівників «Червоної Хвилі», це директор радгоспу Олександр Майборода, керівник 1-го відділу радгоспу Пилип Куценко та ланкові: Марія Губіна, Варвара Житник, Катерина Колесник, Тетяна Лідовська, Пелагія Олійник і Варвара Сіренко.
Мешкала у селі Зелений Гай Великобурлуцького району, де одружилася і взяла прізвище Тесленко. 
Померла Ганна Тесленко 16 січня 1999 року.

## Нагороди
- Герой Соціалістичної праці (13.03.1948)[2];
- орден Леніна (13.03.1948)[2];
- медаль «Серп і Молот» (13.03.1948)[2];
- медалі[2].